# Percy Sledge

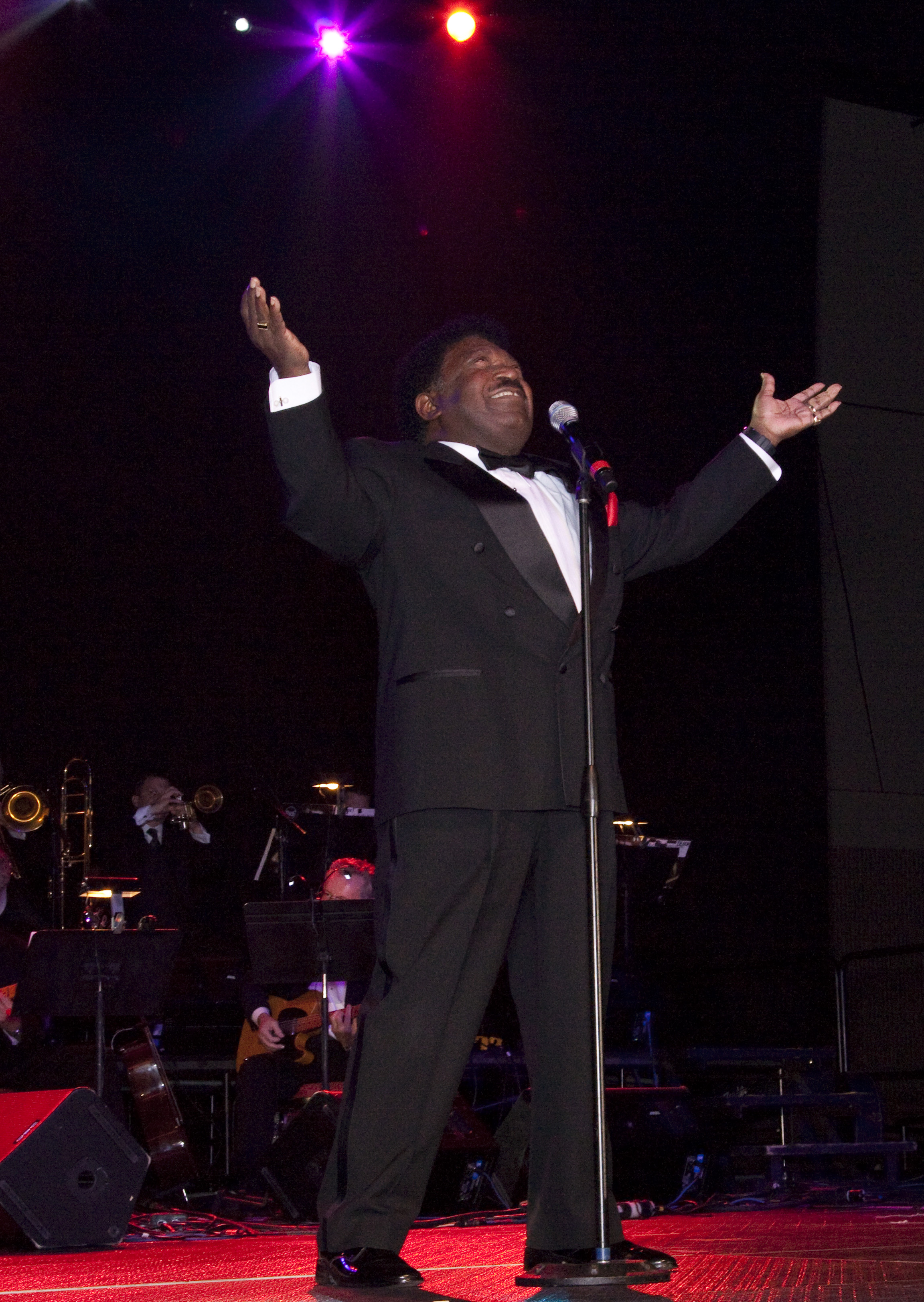
Percy Sledge, el 2010.

Percy Tyrone Sledge (Leighton, Alabama, 25 de novembre de 1940 - Baton Rouge, Louisiana, 14 d'abril de 2015) va ser un cantant estatunidenc de soul i Rhythm and blues.
Fou mundialment conegut per la seva interpretació del tema When a Man Loves a Woman. Sledge va ser una de les figures clau del soul i un dels pioners de l'anomenat country soul a la fi de la dècada de 1960. Per la seva repercussió com a figura de la música, va ser inclòs en el Rock and Roll Hall of Fame el 2005.

## Biografia
Sledge havia començat a cantar d'adolescent. Després de l'institut, va treballar als camps de cotó i posteriorment com a zelador sanitari. Els vespres i els caps de setmana actuava amb el seu grup, The Esquires Combo.
Va saltar a la fama a partir de la gravació de When a Man Loves a Woman el 1966. A la mítica balada la van seguir, a finals dels 60, altres èxits com ara Warm and tender love, It tears me up i Take time to know her. En els 70, la seva estrella es va apagar lleument, tot i que encara va tenir un èxit menor, I'll be your everything, el 1974.
Va morir el 14 d'abril de 2015 als 73 anys, en la seva residència de Baton Rouge (Louisiana), a causa d'un càncer de fetge del qual havia sigut operat l'any anterior.

## El seu gran èxit
Encara que hi ha versions diverses sobre els seus orígens, segons Sledge la cançó va sorgir en una actuació a Sheffield (Alabama) amb el seu grup. Acabava de perdre una novia i va demanar als seus companys, Calvin Lewis (baix) i Andrew Wright (orgue), que toquessin un blues lent; ell es va desfogar durant sis minuts i així va néixer l'esborrany del tema, després polit i gravat per suggeriment del productor Quin Ivy. Lewis i Andrew apareixerien com a únics compositors del tema, en teoria, perquè així ho hauria volgut Sledge, agraït que li haguessin deixat airejar les seves penes.
Segons la versió de Wright, "havíem d'actuar un divendres i estàvem assajant. Jo estava jugant amb l'orgue i va sorgir aquest riff no sé pas d'on. Estava sol al club amb en Calvin i li vaig demanar que marxés a casa i n'escrigués una lletra". A l'assaig de diumenge l'haurien tocat amb en Sledge i l'haurien treballat plegats. Quin Ivy, en sentir-la, els hauria suggerit el títol definitiu i alguns canvis en les paraules.
When a man loves a woman va tornar regularment a l'actualitat, ja fos en la veu del mateix Sledge o en la d'altres. Bette Midler la va gravar per a la pel·lícula La rosa (1979), inspirada en la vida de Janis Joplin, que ella protagonitzava. Michael Bolton la va versionar amb gran èxit el 1991. Per altra banda, l'original va aparèixer en pel·lícules com Retrobament (1983), Platoon (1987) i, per descomptat, Quan un home estima una dona (1994). El 1987 va sonar en un anunci de texans, portant el tema fins al número dos de les llistes britàniques, un èxit tardà per a Sledge.